# Santuario della Madonna delle Grazie (Amalfi)
Il santuario della Madonna delle Grazie è un santuario ubicato ad Amalfi, nella frazione di Pogerola.

## Storia
Il santuario venne edificato nel 1539 per volere degli abitanti di Pogerola, in particolare della famiglia Bonito, come ringraziamento per la fine dell'epidemia di peste del 1528 che aveva provocato numerose vittime nel borgo; la fondazione del santuario, insieme all'omonima confraternita, risale però al 25 agosto 1519 dalla volontà del vescovo Girolamo Planca.
Nel XVIII fu probabilmente ampliato, con la demolizione dell'abside e la costruzione del transetto; anche durante il XX secolo fu più volte rimaneggiato, con il rifacimento del campanile nel 1949, del tetto nel 1950 e della facciata nel 1984, oltre a un riassetto generale nel 1999.

## Descrizione
Il santuario è posto nella piazza principale di Pogerola; la facciata, di colore bianca e ocra, presenta nel registro inferiore un arco a tutto sesto che immette nel pronao e nel registro superiore un ovale con all'interno un affresco a tema mariano: termina a capanna con un doppio spiovente. Il pronao ha una volta a crociera e sulla parete di fondo è il portale d'accesso al santuario, mentre su quella di desta è l'ingresso alla chiesa dell'Immacolata; la parete di sinistra è aperta sulla strada ma protetta da una cancellata.
Superato l'ingresso, una sorta di vestibolo con volte a botte, regge la cantoria, la cui balaustra è in legno decorato. Internamente la struttura si presenta a croce latina, a navata unica con due volte a crociera: sul fondo, diviso dalla navata tramite un arco trionfale, è il presbiterio, a pianta quadrata e cupola a sesto pieno, mentre i bracci del transetto sono a pianta rettangolare e volte a botte; la pavimentazione è in piastrelle in cotto. Lungo la navata si apre una cappella per lato: in quella di sinistra è il quadro Arcangelo Raffaele che guarisce Tobia dalla cecità della scuola di Bernardo Cavallino, a destra invece è il dipinto Morte di San Giuseppe realizzato da un allievo di Francesco Solimena. Nel presbiterio, sull'altare preconciliare in marmo, è il trittico del XVII secolo Vergine con il Bambino tra i santi Andrea e Gaetano, sormontato da un altro dipinto, Visitazione di Maria. Nello stesso ambiente, in una teca, è custodita la statua lignea Madonna delle Grazie, del XV secolo: la particolarità è che reca incastonata nel seno una pietra, sulla quale, secondo la tradizione, cadde una goccia di latte di Maria mentre allattava Gesù durante la fuga in Egitto; si narra che il 14 agosto di un anno verso la fine del XVI secolo, le campane iniziarono a suonare a festa e il popolo accorso assistente al prodigio di una grande quantità di latte che sgorgava dal seno della statua. Dal lato sinistro del transetto di accede alla sacrestia, di forma trapezoidale e con volta a padiglione: al suo interno è custodita un'urna cineraria.
Il campanile, posto su una roccia, si innalza per cinque livelli e termina a cuspide: i primi tre piani sono a pianta quadrata, gli ultimi due a pianta ottagonale; inoltre, nel terzo e nel quarto livello le aperture sono delle monofore, nel quinto sono di forma circolare.